# Platyla callostoma
Platyla callostoma is een slakkensoort uit de familie van de Aciculidae. De wetenschappelijke naam van de soort is voor het eerst geldig gepubliceerd in 1911 door Clessin.